# Siljemånblomfluga
Siljemånblomfluga (Eumerus sogdianus) är en tvåvingeart som beskrevs av Stackelberg 1952. Siljemånblomfluga ingår i släktet månblomflugor, och familjen blomflugor.
Artens utbredningsområde är Tadzjikistan. Arten är tillfälligt reproducerande i Sverige. Inga underarter finns listade i Catalogue of Life.